# Aéroport de Fort Hope
L'aéroport de Fort Hope est un aéroport situé sur la commune de Fort Hope au Canada. Il est notamment desservi par la compagnie Wasaya Airways.

## Annexe